# Amphisbaena caiari
Amphisbaena caiari ist eine Reptilienart aus der Familie der Eigentlichen Doppelschleichen (Amphisbaenidae).

## Beschreibung
Amphisbaena caiari ist eine kleine Amphisbaena-Art mit einer Kopf-Rumpf-Länge von 157 Millimetern. Die Art besitzt zwei Poren vor der Kloake, welche in einer Reihe angeordnet sind. Die Schnauze ist sowohl von der Seite als auch von oben betrachtet abgerundet, ebenso die Schwanzspitze. Es sind 233 bis 250 Annuli am Körper und 20 bis 24 am Schwanz vorhanden. Die Stelle, an der der Schwanz abgeworfen werden kann (Autotomie), befindet sich im Bereich der Annuli 6 bis 9. Etwa in der Körpermitte befinden sich auf dem Rücken selten 9, meist 10 und am Bauch 12 bis 14 Segmente je Annulus. Hinter den Wangen fehlt eine Schuppenreihe (postmalar row). Die Naht zwischen den Frontale ist etwas kürzer als die zwischen den Parietale und den Nasale. Der Schwanz ist verglichen mit dem Körper kurz, das Verhältnis Schwanzlänge zu Körperlänge beträgt nur 0,10.

## Vorkommen
Die Art ist bislang nur vom mittleren Rio Madeira (westliches Amazonien, Brasilien) bekannt. Die meisten Exemplare wurden in Wäldern auf der linken Seite des Flusses gefunden, nur eines auf der rechten Seite des Rio Madeira und in der offenen Savanne. Alle waren im Boden eingegraben oder befanden sich unter Baumstämmen.

## Systematik
Amphisbaena caiari wurde 2014 von Mauro Teixeira Jr., Francisco Dal Vechio, Antonio Mollo Neto und Miguel Trefaut Rodrigues erstbeschrieben. Die Art ist nach der Bezeichnung der indigenen Tupi-Sprache für den Rio Madeira caiari benannt.

## Belege
1. 1 2 3 4  Mauro Teixeira Jr., Francisco Dal Vechio, Antonio Mollo Neto, Miguel Trefaut Rodrigues: A New Two-Pored Amphisbaena Linnaeus, 1758, from Western Amazonia, Brazil (Amphisbaenia: Reptilia). South American Journal of Herpetology 9(1):62–74. 2014, doi:10.2994/SAJH-D-14-00004.1